# 恋のしめきり5分前
『恋のしめきり5分前』（こいのしめきりごふんまえ）は、峡塚のんによる日本の漫画作品。
『なかよし』（講談社）にて連載された。

## 書誌情報
- 恋のしめきり5分前、初版発行日 1977年10月5日
  - すきすき!ママレード／バイバイなきむしいじっぱり／13年目の王子さま／おひかえなすってお嬢さん／むぎわら帽子のディディエ